# Chelmi
Nella mitologia greca, Chelmi (greco antico: Κέλμις, Kèlmis, tradotto anche come Chelmide, Celmi o Scelmi) era uno dei Dattili, un gruppo di divinità collegate con la dea Rea e con la lavorazione dei metalli. Tra essi, Chelmi rappresentava l'attrezzo del coltello, o anche il processo metallurgico di colata.
Secondo un mito raccontato da Ovidio, Chelmi giocava insieme ai suoi fratelli con il bambino Zeus, sul Monte Ida, ma in seguito Rea, la madre di Zeus, si offese per alcune battute di Chelmi e chiese a Zeus di trasformarlo in un blocco di diamante, cosa che Zeus fece.